# Lost in the Sound of Separation
Lost in the Sound of Separation is het zesde studioalbum van de Amerikaanse punkband Underoath. Het album debuteerde op een achtste plaats in de Billboard 200 en verkocht in de Verenigde Staten 56.000 kopieën. 

## Nummers[2]
| 1.                 | Breathing in a New Mentality                                  | 2:37 |
| 2.                 | Anyone Can Dig a Hole But It Takes a Real Man to Call It Home | 3:16 |
| 3.                 | A Fault Line, a Fault of Mine                                 | 3:22 |
| 4.                 | Emergency Broadcast :: The End Is Near                        | 5:44 |
| 5.                 | The Only Survivor Was Miraculously Unharmed                   | 3:09 |
| 6.                 | We Are the Involuntary                                        | 4:10 |
| 7.                 | The Created Void                                              | 4:02 |
| 8.                 | Coming Down Is Calming Down                                   | 3:15 |
| 9.                 | Desperate Times, Desperate Measures                           | 3:28 |
| 10.                | Too Bright to See, Too Loud to Hear                           | 4:31 |
| 11.                | Desolate Earth :: The End Is Here                             | 4:07 |
| Totale duur: 41:43 |                                                               |      |